# 过程式编程
过程式程序设计（英語：Procedural programming），又稱过程化編程，一種編程典範，衍生自指令式編程，有時會被視為是同義語。主要要採取过程调用或函数调用的方式來進行流程控制。流程則由包涵一系列運算步驟的过程（Procedures），例程（routines），子程序（subroutines）, 方法（methods），或函式（functions）來控制。在程式執行的任何一個時間點，都可以呼叫某個特定的程序。任何一個特定的程序，也能被任意一個程序或是它自己本身呼叫。
最初的主要过程式编程语言出现在大约1957年至1964年，包括Fortran、ALGOL、COBOL、PL/I和BASIC，后来的Pascal和C发表于大约1970年至1972年。

## 引用
1. ↑  .   [2021-02-15]. （原始内容存档于2021-01-15）.
2. ↑  . ieeexplore.ieee.org. doi:10.1109/CAIA.1991.120848.